# Flesh of My Flesh, Blood of My Blood
Flesh of My Flesh, Blood of My Blood – drugi studyjny album amerykańskiego rapera DMXa. Został wydany w 1998 r.
Wyróżnia się kontrowersyjną okładką, na której raper jest cały w krwi. Album zadebiutował na 1. miejscu listy Billboard 200 i uzyskał status 3x platynowej płyty. DMX stał się przy tym drugim artystą, którego dwa albumy wydane w tym samym roku znalazły się na 1. miejscu notowania Billboard 200. Flesh of My Flesh, Blood of My Blood promowały dwa single: "Slippin’" i "No Love 4 Me". Album został również wydany w ocenzurowanej wersji z większością nieodpowiednich tekstów zastąpionych efektami dźwiękowymi. Pod koniec roku 1999, Flesh of My Flesh, Blood of My Blood utrzymał się na drugim miejscu listy Top R&B/Hip-Hop Albums.
Na Flesh of My Flesh, Blood of My Blood miał się znaleźć utwór "Jack Moves" nagrana z grupą Bone Thugs-n-Harmony.

## Lista utworów
| Nr | Tytuł                                  | Autorzy                                                           | Producent(ci)            | Występujący | Długość |
| -- | -------------------------------------- | ----------------------------------------------------------------- | ------------------------ | --- | ------- |
| 1  | "My Niggas (Skit)"                     | E. Simmons, K. Dean                                               | Swizz Beatz              | DMX | 1:27    |
| 2  | "Bring Your Whole Crew"                | E. Simmons, A. Fields,                                            | PK                       | - Intro: DMX - Refren: PK - Wszystkie zwrotki: DMX - Outro: PK                                                                                               | 3:42    |
| 3  | "Pac Man (Skit)"                       | J. Dean                                                           |                          | Waah | 0:56    |
| 4  | "Ain't No Way"                         | E. Simmons, K. Dean                                               | Swizz Beatz              | DMX | 4:49    |
| 5  | "We Don't Give a Fuck"                 | E. Simmons, R. Wilson, I. Lorenzo                                 | Irv Gotti, Dat Nigga Reb | - Refren: Jadakiss, DMX - Pierwsza zwrotka: DMX - Druga zwrotka: Styles P - Trzecia zwrotka: DMX                                                             | 4:07    |
| 6  | "Keep Your Shit the Hardest"           | E. Simmons, K. Dean                                               | Swizz Beatz              | - DMX - W piosence można również usłyszeć Swizz Beatza | 4:48    |
| 7  | "Coming From"                          | E. Simmons, A. Fields                                             | PK                       | - Intro: DMX, Mary J. Blige - Refren: Mary J. Blige - Wszystkie zwrotki: DMX - Outro: Mary J. Blige                                                          | 5:13    |
| 8  | "It's All Good"                        | E. Simmons, K. Dean, T. Gardner                                   | Swizz Beatz              | DMX | 4:17    |
| 9  | "The Omen"                             | E. Simmons, K. Dean, D. Blackman                                  | Swizz Beatz              | - Utwór zaczyna się od skitu - Refren: Marilyn Manson - Wszystkie zwrotki: DMX - Outro: Marilyn Manson                                                       | 4:56    |
| 10 | "Slippin’"                             | E. Simmons, M. Gomez, G. Washington, Jr.                          | DJ Shok                  | DMX | 5:08    |
| 11 | "No Love 4 Me"                         | E. Simmons, K. Dean, M. Smalls                                    | Swizz Beatz              | - Intro: Swizz Beatz - Refren: DMX - Pierwsza zwrotka: DMX - Druga zwrotka: Drag-On - Trzecia zwrotka: DMX                                                   | 4:04    |
| 12 | "Dogs for Life"                        | E. Simmons, D. Blackmon                                           | Dame Grease              | - DMX - Piosenka zaczyna się od skitu, w którym występuje Waah                                                                                               | 5:31    |
| 13 | "Blackout"                             | E. Simmons, K. Dean, J. Phillips, D. Styles, S. Jacobs, S. Carter | Swizz Beatz              | - Intro: Jadakiss, Jay-Z - Pierwsza zwrotka: Jadakiss - Druga zwrotka: Sheek Louch - Trzecia zwrotka: Styles P - Czwarta zwrotka: Jay-Z - Piąta zwrotka: DMX | 5:00    |
| 14 | "Flesh of My Flesh, Blood of My Blood" | E. Simmons, K. Dean                                               | Swizz Beatz              | - DMX - W piosence można też usłyszeć Swizz Beatza | 4:32    |
| 15 | "Heat"                                 | E. Simmons, K. Dean                                               | Swizz Beatz              | - Intro: DMX - Refren: DMX, Swizz Beatz - Wszystkie zwrotki: DMX - W zwrotkach miejscami można również usłyszeć Swizz Beatza                                 | 4:07    |
| 16 | "Ready to Meet Him"                    | E. Simmons, K. Dean                                               | Swizz Beatz              | - DMX - Piosenka zaczyna się od skitu zwanego Prayer II | 7:24    |